# Hrušev zavijač
Hrušev zavijač (znanstveno ime Cydia pyrivora) je metulj iz družine listnih zavijačev, ki velja za škodljivca sadnega drevja.

## Opis
Odrasel metulj hruševega zavijača meri čez krila med 17 in 22 mm. Njegove gosenice zajedajo plod hruške in se v njem hranijo s peškami. Običajno se pojavlja ena generacija metuljev letno.